# Hermod
För det svenska fartyget som sänktes under andra världskriget, se S/S Hermod.
Hermod är i nordisk mytologi den raske och modige. Han var son till Oden, bror till Balder och styvson till Frigg. 
Efter att Balder hade dödats erbjöd sig Hermod att rida till dödsrikets gudinna Hel, för att erbjuda henne lösen för Balder, så att han skulle kunna komma hem till Asgård.  Han red i sju dygn genom mörka dalar kom fram till älven Gjöll - dödsrikets gräns. Över den gick Gjallarbron, täckt av skinande guld, som vaktades av mön Modgud "rasande strid". Han fortsatte fram till Helgrindarna och sprängde över dessa och kom in i Hels salar och kunde förhandla med dödsgudinnan själv om Balders öde.
Han är även den som välkomnar de förnämsta gästerna som förlänats bänkplats bland hjältarna i Valhall.
Det är gott att åkalla Hermod om man har ett budskap som man till varje pris vill skall nå fram.

## Alternativ tolkning
Hermod har i flera källor antagits vara son till Frigg eftersom hon var mor till hans bror Balder. Emellertid säger Gylfaginning att Frigg "frågade vem av asarna som (…) var villig att rida (…). Han som heter Hermod den snabbe, Odens son, var den som erbjöd sig att fara". Där benämns han alltså inte som hennes son.

## Eftermäle
Asteroiden 2630 Hermod är uppkallad efter honom.

## Bilder

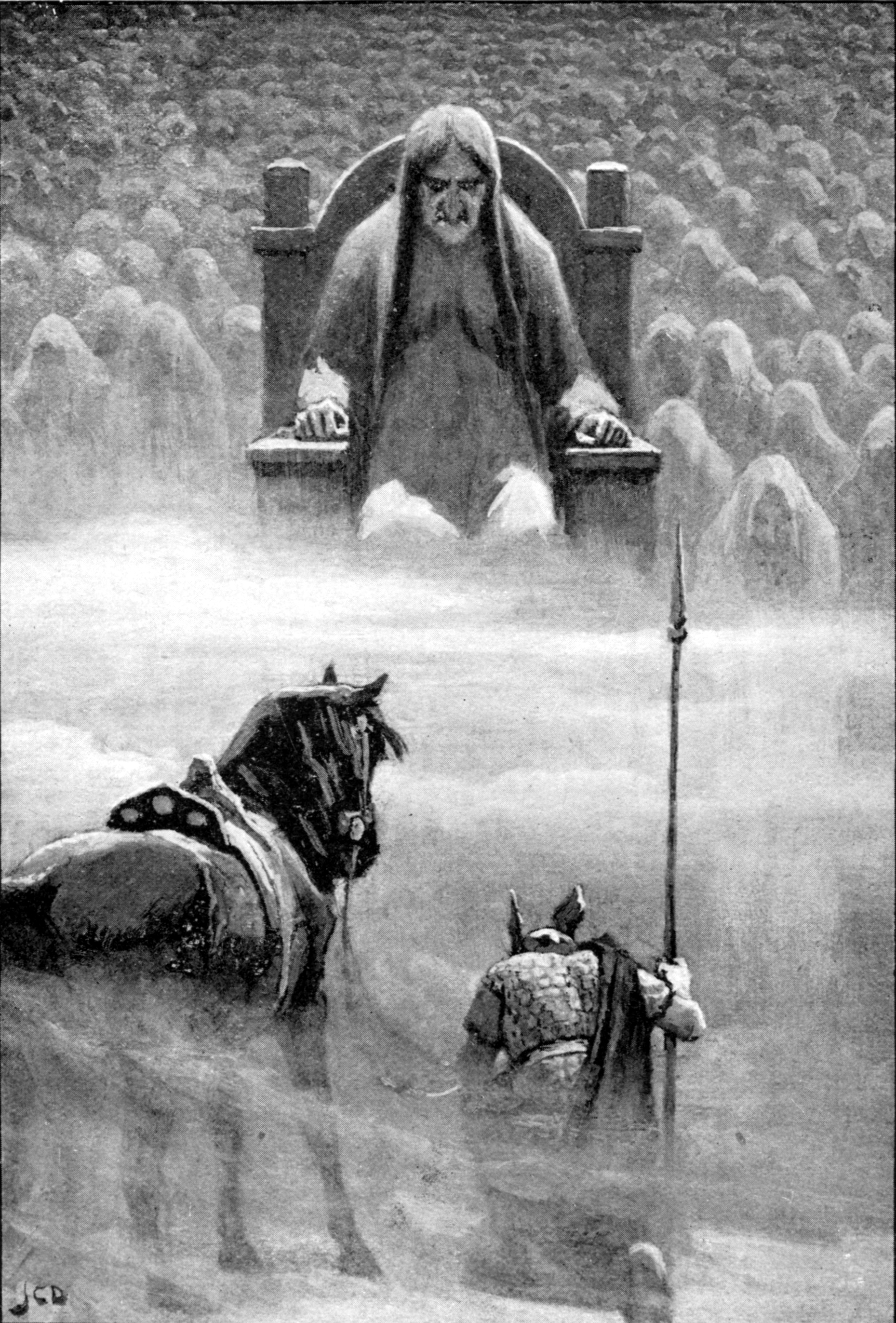
Hermod begär tillbaka Balder ifrån Hel
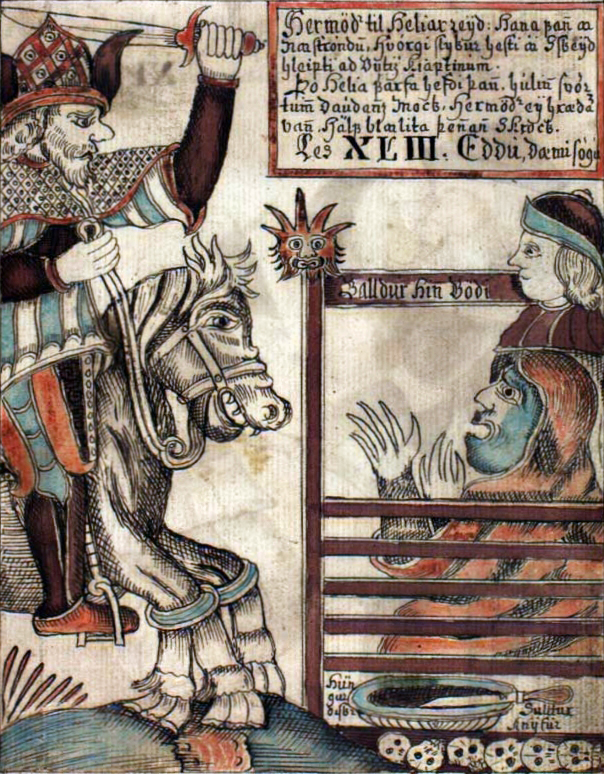
Hermod rider på Sleipner till Hel